# X (американская группа)
X — американская панк-рок-группа, созданная в 1977 году в Лос-Анджелесе, Калифорния. Группа является одной из первых панк-групп Калифорнии. Её первоначальный состав включал вокалистку Эксин Червенку, вокалиста/басиста Джона До, гитариста Билли Зума и барабанщика Диджея Бонбрэйка. За период с 1980 по 1993 года группа выпустила семь студийных альбомов, первые четыре из которых спродюсировал Рэй Манзарек. После периода неактивности, длившегося с середины до конца 1990-х, X воссоединились в начале 2000-х годов и продолжают гастролировать до сих пор.
X не достигли большого коммерческого успеха, но повлияли на различные музыкальные направления, включая панк-рок и фолк-рок. В 2003 году, два первых студийных альбома группы Los Angeles и Wild Gift, были включены журналом Rolling Stone в список 500 величайших альбомов всех времён. Los Angeles также попал на 91 место списка 100 лучших альбомов 1980-х по версии Pitchfork Media. Группа получила «Официальный сертификат признания от города Лос-Анджелес» за вклад в музыку и культуру Лос-Анджелеса.

## Дискография
Студийные альбомы
- Los Angeles (1980)
- Wild Gift (1981)
- Under the Big Black Sun (1982)
- More Fun in the New World (1983)
- Ain't Love Grand! (1985)
- See How We Are (1987)
- Hey Zeus! (1993)
- Alphabetland (2020)
- Smoke & Fiction (2024)

Мини-альбомы
- Merry Xmas from X (2009)

Концертные альбомы
- Live at the Whisky a Go-Go (1988)
- Unclogged (Live) (1995)
- The Best: Make the Music Go Bang! (2004)
- X - Live in Los Angeles (2005)

Сборники
- Beyond and Back: The X Anthology (1997)

## Фильмография
- The Decline of Western Civilization (1981)
- Urgh! A Music War (1981)
- X The Unheard Music (1986)
- Mayor of the Sunset Strip (2003)
- X - Live in Los Angeles (2005)
- Too Tough to Die (A Tribute to Johnny Ramone) (2008)